# Ma trận IFE
Ma trận IFE hay Internal Factor Evaluation Matrix - Ma trận đánh giá các yếu tố bên trong là mô hình thường được sử dụng trong quản trị chiến lược để đo lường, đánh giá các nhân tố bên trong.

## Cấu trúc ma trận IFE
Mô hình ma trận này thường có 4 cột dọc và số cột ngang tuỳ theo nhu cầu. Cột đầu tiên chia làm 2 nhóm vấn đề chính là: 
- Các điểm mạnh nội bộ (internal strength):
- Các điểm yếu nội bộ: (internal weakness):